# Elecciones y referéndum de Alemania de 1936

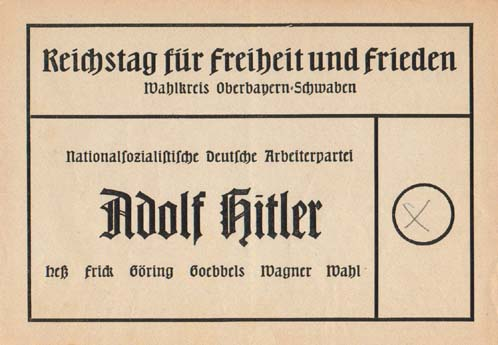
Papeleta electoral de las elecciones, en la cual Adolf Hitler es el candidato único.

El 29 de marzo de 1936 tuvieron lugar unas elecciones para elegir al Reichstag. Estas además tomaron la forma de un referéndum de una sola pregunta, preguntando a los votantes si aprobaban la ocupación militar en Renania. En las elecciones parlamentarias se presentó una sola lista, formada exclusivamente por los nazis y algunos candidatos independientes partidarios del régimen, para el nuevo Reichstag. Al igual que las anteriores elecciones en la Alemania nazi, se caracterizó por la alta participación, la intimidación de votantes y un resultado enormemente desequilibrado, con un 99,0% de participación oficial.
El nuevo Reichstag, compuesto exclusivamente por miembros del Partido Nazi y simpatizantes escogidos, fue convocado por primera vez el 30 de enero de 1937 para elegir un Presidium encabezado por el presidente del Reichstag, Hermann Göring.

## Resultados
| Partido                                  | Votos      | %     | Escaños |
| ---------------------------------------- | ---------- | ----- | ------- |
| Partido Nacionalsocialista Obrero Alemán | 44,462,458 | 98.80 | 741     |
| En contra                                | 540,244    | 1.20  | –       |
| Votos nulos/en blanco                    | 540,244    | 1.20  | –       |
| Total                                    | 45,002,702 | 100   | 741     |
| Votantes registrados/Participación       | 45,455,217 | 99.00 | –       |
| Fuente: Nohlen & Stöver                  |            |       |         |